# School of Rock
School of Rock är en amerikansk komedifilm från 2003 i regi av Richard Linklater med Jack Black i huvudrollen som Dewey Finn. 
Filmen hade svensk biopremiär den 12 mars 2004, men släpptes i USA redan 2003. Filmen är skriven av Mike White speciellt för Jack Black och den regisserades av Richard Linklater. Denna film ledde till Jack Blacks stora genombrott som både skådespelare och musiker.

## Handling
Filmen börjar med att vi får se Dewey Finn (Jack Black) och resten av hans band mitt under en rockspelning, där han verkligen ger järnet. Han hoppar runt på scenen, tar av sig tröjan och avslutar till och med genom att göra en stagedive. Publiken är inte lika medryckande som Dewey själv, och lämnar snart spelningen. Dewey bor hos sin kompis Ned Schneebly (Mike White), som en dag kräver att Dewey ska börja betala hyra för att bo kvar hos honom, och hans flickvän Patty Di Marco (Sarah Silverman). När Dewey senare samma dag får sparken från sitt eget band inser han att det är dags att börja tjäna lite pengar. Efter ett försök att sälja sin gamla gitarr ringer telefonen. Det är rektorn för Horace Green-skolan, Rosalie Mullins (Joan Cusack), som söker Mr. Schneebly. När Dewey får reda på att det gäller ett vikariejobb med hög lön drar han en snabb lögn och säger att det är han som är Ned Schneebly, och att han gärna tar jobbet.
Han hamnar i ett klassrum på en privatskola, fullt med fjärdeklassare och upptäcker snart att barnen är mycket begåvade inom ämnet musik. Han byter ut deras stela, klassiska instrument mot nyare och "tyngre" rockinstrument. Eleverna får provspela lite på sina nya instrument och Dewey gillar verkligen vad han hör. Bandet School of Rock är bildat. De tränar varje dag och varje lektion, utan varken föräldrars eller rektors tillåtelse med målet att slutligen vinna den lokala bandtävlingen "Battle of the Bands".

## Musiken
I filmen spelas det, som framgår av filmtiteln, mycket rockmusik. Man får höra gamla rock-klassiker och musik från stora band, till exempel AC/DC. Mycket av musiken är skriven av Jack Black själv, speciellt för denna film. En rolig sak är att barnen verkligen spelar instrumenten som vi får se i filmen.

## Rollista
- Jack Black som Dewey Finn
- Joan Cusack som Rosalie Mullins (rektorn)
- Mike White som Ned Schneebly
- Sarah Silverman som Patty Di Marco
- Lee Wilkof som Gabe Green
- Kate McGregor-Stewart som Jane Lemmons
- Adam Pascal som Theo
- Suzzanne Douglas som Tomikas mamma
- Miranda Cosgrove som Summer Hathaway
- Kevin Clark som Freddy Jones
- Joey Gaydos, Jr. som Zack Mooneyham
- Robert Tsai som Lawrence
- Aleisha Allen som Alicia
- Brian Falduto som Billy
- Caitlin Hale som Marta
- Maryam Hassan som Tomika
- Rebecca Brown som Katie
- Jordan-Claire Green som Michelle
- Veronica Afflerbach som Eleni
- Angelo Massagli som Frankie
- Cole Hawkins som Leonard
- James Hosey som Marco
- Zachary Infante som Gordon
- Jaclyn Neidenthal som Emily
- Tim Hopper som Zacks pappa
- Sharon Washington som Alicias mamma
- Kim Brockington som Leonards mamma
- Kathleen McNenny som Freddys mamma
- Joanna P. Adler som Summers mamma
- Robert Lin som Lawrences pappa
- Lucas Papaelias som Neil
- Chris Stack som Doug
- Lucas Babin som Spider